# История Власа — лентяя и лоботряса (мультфильм)
«История Власа — лентяя и лоботряса» — советский сатирический кукольный мультипликационный фильм 1959 года, снятый по одноимённому стихотворению (1926) Владимира Маяковского. Из персонажей в кадре появляется только главный герой.

## Сюжет
В мультфильме рассказывается о ленивом и безответственном мальчике по имени Влас Прогулкин. Перед сном он читает журнал, воображая себя сначала индейцем, потом — пиратом, затем — ковбоем и наконец — гангстером. Утром он просыпается не вовремя, а по дороге в школу читает вывеску магазина «Одежда» и озорничает. Опоздав в школу, Влас решает сыграть на деньги и проигрывается. На занятия он не попадает, а родителям говорит, что у него будто бы болит голова.
Разумеется, Влас не может нормально учиться ни в школе, ни в вузе, ни в техникуме. Его выгнали изо всех учебных заведений. В итоге Влас устраивается на завод, но там нужно работать и соблюдать дисциплину, а Влас не собирается делать и этого. В конце концов, главный герой докатился до пивной и до ночёвки под забором.
В конце фильма звучит призыв автора к полезному чтению и хорошей учёбе в школе. Это открывает для каждого прилежного ученика широкие возможности в выборе профессии.

## Отличия от оригинала
- В мультфильме Влас, врываясь в игру, провоцирует драку между её участниками, в которой ему крепко достаётся. В оригинале игра проходит мирно.
- В мультфильме Влас пробует, кроме ВУЗа, поступить во ВТУЗ, техникум и училище, на курсы и на ФЗО. В оригинале, кроме ВУЗа, других попыток не было.

## Создатели
- Автор сценария: Николай Халатов
- Режиссёр: Григорий Ломидзе
- Художник-постановщик: Григорий Козлов
- Оператор: Иосиф Голомб
- Композитор: Лев Солин
- Звукооператор: Борис Фильчиков
- Художник: Александр Дураков
- Редактор: Раиса Фричинская
- Куклы выполнили:
  - В. Куранов
  - Вера Калашникова
  - Н. Целиков
  - Павел Гусев
  - Вера Чернихова
  - О. Плюсцинская
  - Марина Чеснокова
  - Вера Черкинская
- под руководством: Романа Гурова
- Куклами играют: В. Кусов, Владимир Пузанов, В. Закревский
- Текст читает: Юрий Мышкин
- Директор картины: Натан Битман

Создатели приведены по титрам мультфильма.

## Награды
- 1960 — диплом II Международного фестиваля кукольных и марионеточных фильмов в Бухаресте (Румыния)[1].